# 253 Матільда
253 Матільда (253 Mathilde) — астероїд головного поясу, відкритий 12 листопада 1885 року Йоганном Палізою у Відні. В 1997 році був сфотографований зблизька космічним апаратом NEAR Shoemaker.